# Spirella robinsonii
Spirella robinsonii är en oleanderväxtart som beskrevs av Julien Noël Costantin. Spirella robinsonii ingår i släktet Spirella och familjen oleanderväxter. Inga underarter finns listade i Catalogue of Life.